# Dalarnas Spelmansförbund
Dalarnas Spelmansförbund är en sammanslutning av spelmän och andra folkmusikintresserade i Dalarna. Dalarnas Spelmansförbund har i dag omkring 1500 medlemmar, organiserade i ett 40-tal spelmanslag, och är därmed det i särklass största medlemsförbundet i Sveriges Spelmäns Riksförbund. Dalarnas Spelmansförbund skall enligt sina stadgar verka för att:
| ” | Väcka liv i, bevara och utveckla den traditionella instrumentala och vokala folkmusiken. | „ |

Dalarnas Spelmansförbund grundades under en spelmansstämma på Skeriol i Mora den 8 augusti 1943. Den första styrelsen bestod av Evert Åhs, Gössa Anders Andersson, Knis Karl Aronsson, Olof Tillman d ä, och Janne Romsson.  Årsavgiften bestämdes till 2:50 kr. Dalarnas Spelmansförbunds förste ordförande var Knis Karl Aronsson, Leksand som höll i ordförandeklubban till sin död 1980. Efter Knis Karl ledde Erik Moraeus, Orsa, spelmansförbundet till 1989, då Lars Jobs, Leksand, tog över. 2010 blev Pontus Selderman, Falun, vald till ordförande i Dalarnas Spelmansförbund. År 2020 blev Eva Jansson, Leksand, ordförande, för att året därpå ersättas av Magnus Bäckström.

## Ordförande
- 1943–1980 – Knis Karl Aronsson
- 1980–1989 – Erik Moraeus
- 1989–2010 – Lars Jobs
- 2010–2020 – Pontus Selderman
- 2020              Eva Jansson
- 2021–2024    Magnus Bäckström
- 2024-            Agneta Stolpe[3]